# 卡布列斯
卡布列斯（法語：Cabriès，法語發音：[kabʁijɛs]）是法国普罗旺斯-阿尔卑斯-蓝色海岸大区罗讷河口省的一个市镇，属于普罗旺斯地区艾克斯区。

## 地理
卡布列斯（43°26'28"N, 5°22'47"E）面积36.55 平方千米，位于法国普罗旺斯-阿尔卑斯-蓝色海岸大区罗讷河口省，该省份为法国东南部沿海省份，北起沃克吕兹省，西接加尔省，南濒地中海，东临瓦尔省。
与卡布列斯接壤的市镇（或旧市镇、城区）包括：普罗旺斯地区艾克斯、布克贝莱尔、莱佩讷米拉博、维特罗勒。

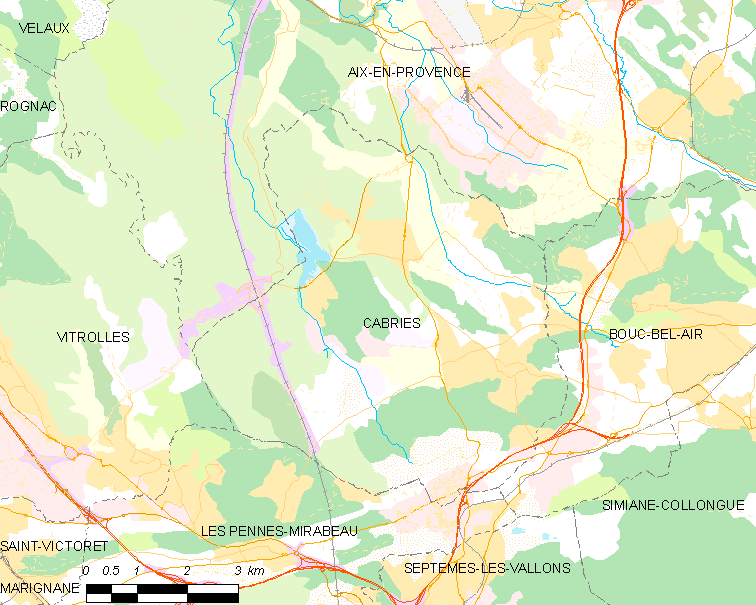
卡布列斯的OSM定位图

卡布列斯的时区为UTC+01:00、UTC+02:00（夏令时）。

## 行政
卡布列斯的邮政编码为13480，INSEE市镇编码为13019。

## 政治
卡布列斯所属的省级选区为维特罗勒县。

## 人口

1962-2008年间卡布列斯人口变化图示

卡布列斯于2022年1月1日时的人口数量为10143人。